# Ovanjska
Ovanjska (szerbül: Овањска) falu Bosznia-Hercegovinában, a Szerb Köztársaságban, Oštra Luka községben.

## Fekvése
Bosznia-Hercegovina nyugati részén, Banja Lukától légvonalban 55, közúton 80 km-re nyugatra, Prijedortól légvonalban 24, közúton 31 km-re délnyugatra, községközpontjától  légvonalban 17, közúton 31 km-re nyugatra fekvő dombos, erdős területen, a Majdan-hegység lejtőin és az Ovanjska Reka völgyében fekszik.	

## Népessége
| Nemzetiségi csoport | Népesség 1991 | Népesség 2013 |
| ------------------- | ------------- | ------------- |
| Szerb               | 12            | 8             |
| Bosnyák             | 0             | 2             |
| Horvát              | 232           | 31            |
| Jugoszláv           | 0             | 1             |
| Egyéb               | 3             | 0             |
| Összesen            | 247           | 42            |

## Története
Ovanjska 1878-ig tartozott az Oszmán Birodalomhoz, majd az Osztrák-Magyar Monarchia része lett. 1879-ben az első osztrák-magyar népszámlálás során a faluban 18 házat és 89 katolikus horvát lakost számláltak. 1910-ben Stara Rijeka község részeként 29 háza 134 katolikus horvát és 40 ortodox szerb lakosa volt. A monarchia szétesésével 1918-ben előbb a Szerb-Horvát-Szlovén Királyság, majd 1929-től a Jugoszláv Királyság része. Jugoszlávia megszállása után a falu a Független Horvát Állam (NDH) része lett. 1945-től a település a szocialista Jugoszlávia része volt. 1963-ig Ljubija községhez tartozott. Ezután Sanski Most község része lett. A boszniai háború idején a falu a Szerb Köztársaság Hadseregének (VRS) ellenőrzése alá került. A szerb fegyveresek egy horvát lakost megöltek, a többi horvát elmenekült a faluból. A többség Horvátországba menekült. Közülük a háború után csak kevesen tértek vissza. 1995-tól Oštra Luka községhez tartozik.

## Nevezetességei
Ovanjska közelében, de már a szomszédos Marini területén áll a Boldogságos Szűz Mária Születésének szentelt templom, mely 1888-ban épült. A második világháború alatt részben megsemmisült, de utána újjáépítették. Az építkezés kezdetén, 1989-ben ezt a régi templomot elhagyták és romlásnak indult. A marini templom egyedülálló és atipikus példája az ortodox templomoknak. A templom szerkezete fából készült, melyet vakolattal takartak el, mely meglehetősen ritka a boszniai ortodox templomok között. A Bosznia-Hercegovinai Nemzeti Műemlékek Megőrző Bizottsága határozatával ezt a templomot nemzeti műemlékké nyilvánították.